# Raja binoculata

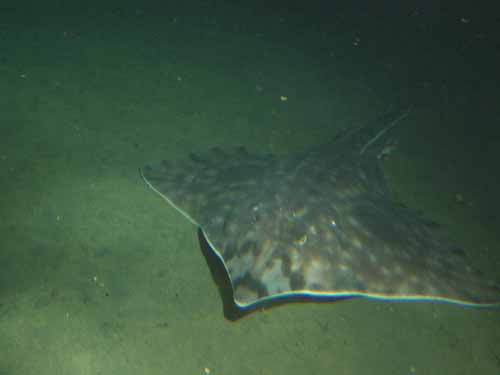
Exemplar mascle

Raja binoculata és una espècie de peix de la família dels raids i de l'ordre dels raïformes.

## Morfologia
- Els mascles poden assolir 244 cm de longitud total i 91 kg de pes.[2]

## Reproducció
És ovípar i els ous tenen com a banyes a la closca.

## Alimentació
Menja crustacis i peixos.

## Depredadors
Als Estats Units és depredat per Notorynchus cepedianus.

## Hàbitat
És un peix marí, de clima temperat (61°N-31°N, 165°W-117°W) i demersal que viu entre 3–800 m de fondària.

## Distribució geogràfica
Es troba a l'oceà Pacífic nord: des del Cap Navarin fins a l'Illa Cedros (Baixa Califòrnia, Mèxic).

## Ús comercial
Les aletes pectorals són consumides pels humans. Es comercialitza fresc i congelat i és menjat fregit i enfornat.

## Observacions
És inofensiu per als humans.